# أسترولابز
أسترولابز (AstroLabs) هي مساحة عمل مشتركة تستضيف رواد الأعمال في مجال التكنولوجيا بالشراكة مع جوجل. تتواجد مساحات العمل المشتركة لأسترولابز في أكثر من 20 موقع في عديد من المدن في العالم.

## نظرة عامة
أنشئت حاضنة الأعمال أسترولابز عام 2012 في دبي، الإمارات العربية المتحدة. وتعد أسترولابز جزءًا من شبكة شركاء جوجل لرواد الأعمال، وهي ميزة تسمح للأعضاء بالعمل في أكثر من 20 مركزًا حول العالم
والتفاعل مع خبراء جوجل الذين يزورون المركز بشكلٍ دوري. حصلت أسترولابز على ترخيص إستثمار أجنبي بملكية كاملة من قبل الهيئة العامة للإستثمار كأول حاضنة أعمال أجنبية في السعودية عام 2018 وبدأت العمل فورًا. تقوم أسترولابز بتقديم خدمتين رئيسيتين، وهي مساحة عمل مشتركة وأكاديمية تدريبية، بالإضافة إلى برامج عديدة أخرى.

## مساحة عمل مشتركة
تتجه مساحة العمل المشتركة لتسهيل على رواد الأعمال وتزويدهم بكامل التقنيات التي يحتاجونها في بدايات نشأة الشركة. منها خدمة إنترنت عالي السرعة، آلات طباعة ونسخ وتصوير، أدوات مكتبية بالإضافة إلى
وجود مكاتب مخصصة في مساحة عمل مفتوحة وغرفة اجتماعات خاصة تتوفر بالحجز المسبق. بالإضافة إلى غرف تدريب ومناسبات. كما تقدم أسترولابز خدمة الاستشاريين المختصين لمساعدة رواد الأعمال في تحقيق الأهداف بسرعة والنمو السريع للشركة، بالإضافة إلى خدمة الاستشارات المحاسبية والقانونية واستشارات إنشاء الشركات.

## أكاديمية تدريبية
كما ترتكز خدمة أسترولابز الرئيسة الأخرى على أكاديمية أسترولابز، والتي بدورها توفر العديد من المواد التأهيلية والتعليمية لرواد الأعمال فيما يخص الأعمال والإدارة، كما تعقد دورات وورش عمل تختص في البرمجة والتكنولوجيا لتطوير مهارات رواد الأعمال. بالإضافة إلى عدد من الدورات التدريبية للتسويق الإلكتروني، وإلى برامج التدريب المؤسسية، كما توفر العديد من الدورات التدريبية التي يمكن الالتحاق بها في المملكة العربية السعودية.

## برنامج التقدم
برنامج التقدم يهدف إلى إيجاد فرص نمو الشركات الناشئة في جميع أنحاء المملكة، يستهدف النساء والشباب والأجانب بنسبة تملك 100%. ولمدة عامين، تطمح حاضنة الأعمال أسترولابز إلى الترويج عن منافع الشركات الناشئة لاقتصاد المملكة العربية السعودية من خلال تقديم استشارات للشركات الناشئة وتزويدهم بالموارد اللازمة والإرشادات، وأيضًا يركز البرنامج على سلسلة من الدورات التدريبية وورش العمل لتطوير رواد الأعمال وأفرقتهم بأحدث المناهج والأساليب المتعارف عليها عالميًا. ويهدف البرنامج أيضًا إلى إنشاء «مسرعات الأعمال» لعدد من الشركات الناشئة المختارة لتعزيز نجاح الشركات الناشئة وتوسيع نطاقهم من خلال وصلهم بالقنوات والأسواق المختصة.

## أسعار العضويات
أسعار العضويات تختلف وتتغير من منطقة إلى أخرى، وتوقيت إلى أخر. أخر تحتديث لأسعار العضويات في المملكة العربية السعودية غير شاملة الضريبة هو كتالي:
| نوع العضوية        | السعر (ريال\بالشهر) | المزايا |
| العضوية الإبتدائية | 750                 | - استخدام المرافق في الفترة المسائية وأيام نهاية الإسبوع فقط - إنترنت عالي السرعة وخدمات الطباعة والقهوة والمأكولات الخفيفة                                                                                                |
| العضوية الكاملة    | 1400                | - استخدام المرافق في أي وقت طول أيام السنة (24 ساعة في اليوم) - تقديم خدمات الإرشاد في أوقات العمل - سهولة الوصول إلى شركاء جوجل حول العالم - توفير خزانات مخصصة - توفير مبلغ 120 ألف دولار في التخزين السحابي من شركة IBM |